# Har Avinadav
Har Avinadav (hebrejsky: הר אבינדב) je hora o nadmořské výšce 440 metrů v severním Izraeli, v pohoří Gilboa.
Leží v jižní části pohoří Gilboa, cca 9 kilometrů jihozápadně od města Bejt Še'an a 2 kilometry jižně od vesnice Ma'ale Gilboa. Má podobu výrazného návrší s odlesněnou vrcholovou partií, na které je rozložena zástavba obce Mejrav. Poblíž vrcholové partie se rovněž nacházejí enklávy zemědělsky využívaných pozemků. Východním směrem terén prudce klesá, vesměs po odlesněných svazích se skalními stupni Matlul Avinadav a Cukej Migda, do zemědělsky využívaného Bejtše'anského údolí, kam odtud klesá také vádí Nachal Avinadav. Po východních svazích hory vede lokální silnice 667. Na jih odtud stojí sousední vrchol Har Malkišua, na severní straně je to vrch Micpe Gilboa. Po západních svazích hory vede izraelská bezpečnostní bariéra, která od počátku 21. století odděluje přilehlý Západní břeh Jordánu, kde v těsné blízkosti leží palestinská vesnice Jalbun.